# Однорогая быстрянка
Однорогая быстрянка, или единорог обыкновенный (Notoxus monoceros) — вид быстрянок из подсемейства Anthicinae. В роде есть внешне схожий вид: Notoxus brachcerus (Faldermann, 1837), отличие лишь в том, что нижняя сторона брюшка у Notoxus brachcerus чёрная.

## Описание
Жук маленьких размеров, в длину достигающий всего 3,7—5,5 мм.

## Подвиды и вариететы
Вид Notoxus monoceros включает в себя 2 подвида и несколько вариететов.

### Вариететы
- Notoxus monoceros var. achardi Pic, 1931
- Notoxus monoceros var. immaculatus Pic
- Notoxus monoceros var. integer Laf.
- Notoxus monoceros var. latemaculatus Pic
- Notoxus monoceros var. obscuricollis Pic

### Подвиды
- Notoxus monoceros elongatus La Ferté-Sénectère, 1849
- Notoxus monoceros monoceros (Linnaeus, 1760)

## Галерея

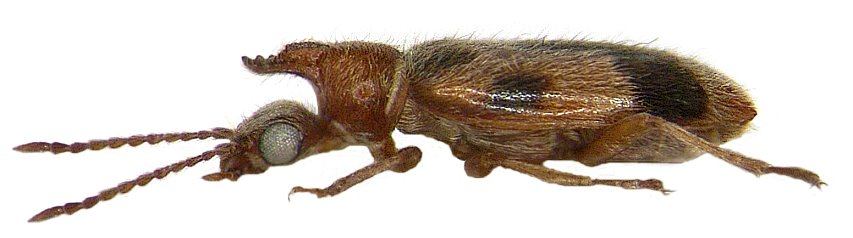